# Шикульская, Эва
Э́ва Шику́льская (Шику́льска) (пол. Ewa Szykulska; род. 11 сентября 1949, Варшава, Польша) — польская актриса кино и театра.

## Биография
Родилась 11 сентября 1949 года в Варшаве. Дебютировала в кино в 1966 году в возрасте 17 лет. В 1971 году окончила Государственную высшую театральную школу в Варшаве, в 1973 году дебютировала в театре. Работала в театрах в Варшаве, Вроцлаве и в Познани, играла во многих фильмах.

## Семья
Первый муж — Януш Кондратюк (1943—2019), польский режиссёр и сценарист.
Второй муж (1985—2021) — Збигнев Перней (1943—2021), инженер, директор автомобильной компании Polmozosta. Скоропостижно скончался от сердечного приступа 25 декабря 2021 года.
Детей нет.
В середине 1970-х у нее был роман с советским режиссером Ильей Авербахом (1934—1986).

## Фильмография
- 1966 — Тандем / Tandem — 5 маленьких ролей
- 1967 — Отец / Ojciec — подруга Зенобия
- 1968 — Крестины / Keresztelö (Венгрия) — жена Меныхерта
- 1968 — Игра / Gra — Ева, девушка в мастерской
- 1969 — Человек с ордером на квартиру / Człowiek z M-3 — Марта
- 1969 — В любую погоду / W każdą pogodę — Ева, подруга Стефана
- 1969 — Как добыть деньги, женщину и славу / Jak zdobyć pieniądze, kobietę i sławę — Марёля
- 1970 — Сигналы — Приключения в космосе / Signale — Ein Weltraumabenteuer / Sygnały MMXX (ГДР / Польша) — Рози
- 1970 — Гидрозагадка / Hydrozagadka — Йоля
- 1970 — Драка / Draka — Йоля
- 1971 — Пять с половиной бледного Юзека / 5 i 1/2 bladego Józka — девушка в машине
- 1971 — Пан Самоходик и тамплиеры / Samochodzik i templariusze (телесериал) — Карен Петерсен
- 1971 — Кудесник за рулем / Motodrama — Евка
- 1971 — Все в спешке / Gonitwa — клиентка портнихи
- 1972 — Скорпион, дева и стрелец / Skorpion, Panna i Łucznik — девушка у «Мастера»
- 1972 — Фортуна / Fortuna — Ада
- 1972 — Девушки на выданье / Dziewczyny do wzięcia — Девушка работающая на почте
- 1973 — Собака / Pies — Мазуркова
- 1973 — Яношик / Janosik (телесериал) — невеста
- 1973 — Веретенницы / Padalce — Янка
- 1974 — Потоп / Potop — Зоня Гаштовтувна-Пацулянка
- 1973 — Собака / Pies (коротокометражный) — Эва Мазурек
- 1974 — Сколько той жизни / Ile jest życia (телесериал) — Ива
- 1975 — Звезда пленительного счастья (СССР)— Полина Гёбль-Анненкова, в замужестве Прасковья Егоровна
- 1977 — Объяснение в любви (СССР) — Зиночка
- 1978 — Семья Поланецких / Rodzina Połanieckich (телесериал) — Анета Основская
- 1978 — Доложи, 07 / 07 zgłoś się — Эва Рогульска / Тарновская
- 1980 — Дон Жуан, улица Карла Либкнехта, 78 / Don Juan, Karl-Liebknecht-Straße 78 (ГДР) — Вера Кроненталь
- 1980 — Двадцать шесть дней из жизни Достоевского (СССР) — Аполлинария Суслова
- 1980 — Карьера Никодима Дызмы / Kariera Nikodema Dyzmy (телесериал) — Ляля Конецпольска, графиня
- 1981 — Ян Сердце / Jan Serce (телесериал) — Данута Ульяш
- 1981 — Окрестности спокойного моря / Okolice spokojnego morza — Ирена, жена Калевика
- 1981 — Он, она, они / On, ona, oni — Данка, подруга Магды
- 1981 — Ва-банк / Vabank — Марта Рыхлиньская, вдова
- 1982 — 24 часа дождь / 24 часа дъжд — Элиза Барбьери
- 1983 — Головы, полные звёзд / Głowy pełne gwiazd — «Микки Маус», местная проститутка
- 1983 — Каменные плиты / Kamienne tablice — Юдита, секретарь польского посольства в Индии
- 1983 — Надзор / Nadzór — Стаха Вилецкая
- 1984 — Ва-банк 2 / Vabank II czyli riposta — Марта, жена Квинто
- 1984 — Дом святого Казимира / Dom świętego Kazimierza — Мария Тереса Садовская
- 1984 — Эпизод в Западном Берлине / Epizod Berlin — West — Иза Лебл
- 1984 — Кто этот человек? / Kim jest ten człowiek? — Мария Гоцлавская
- 1984 — Секс-миссия / Seksmisja — инструктор в специальной секции
- 1984 — Марыня / Marynia — Анета Основская
- 1985 — В тени ненависти / W cieniu nienawiści — «опекунша» Эвы
- 1986 — Похороны льва / Pogrzeb lwa — Стелла, дрессировщица льва
- 1986 — Приглашение / Zaproszenie — Наталия, дочь Петра и Анны
- 1987 — Пантарей / Pantarej — мать Зита
- 1987 — Пять женщин на фоне моря / Пет жени на фона на морето — Эва Длугош
- 1988 — Варшавские голуби /  Warszawskie gołębie  — Янина Кравчакова, соседка Качмарских
- 1988 — Сговор / Zmowa — Колибова, мать Кристины Томашек
- 1988 — Цвета любви / Kolory kochania — Амелия
- 1988 — Баллада о Янушке / Ballada o Januszku — снималась
- 1989 — После собственных похорон / Po własnym pogrzebie — хозяйка цветочного магазина
- 1994 — Крыса / Szczur — «Мамочка», жительница подземелья
- 1994 — Польская смерть / Polska śmierć — Зыхова
- 1997 — Ловушка / Pułapka — жена Владка
- 1997 — Семейные хроники / Kroniki domowe — Плишка
- 1997 — Клан / Klan — снималась
- 1997 — 13 участок / 13 posterunek — София
- 1999 — Что сказал покойник (Россия, телесериал) — Алиса, подруга Иоанны
- 1999 — 2003 — Арендаторы / Lokatorzy (телесериал) — Хелена Богацка, жена Станислава
- 2000 — Пресвитерия / Plebania — снималась
- 2002 — Азазель (Россия, мини-сериал) — Фрейлен Пфуль
- 2002 — Брейк-Пойнт / Break Point — эпизод
- 2002 — Казус Белли / Symfonia Ciszy — эпизод
- 2003 — Прикоснись ко мне / Touch Me | Dotknij mnie — Эва
- 2003 — 2008 — Соседи / Sąsiedzi (телесериал) — Хелена Богацка, жена Станислава
- 2005 — Это я / Teraz ja — женщина в автомобиле
- 2006 — Олек / Olek — Стася
- 2007 — Диверсант. Конец войны (Россия, телесериал) — Фрау Фогель
- 2008 — Криминальщики / Kryminalni  — Нина Высоцкая
- 2008 — Ян с дерева / Jan z drzewa  — Магда
- 2008 — Отец Матиуш / Ojciec Mateusz — эпизод
- 2010 — Мать Тереза от кошек / Matka Teresa od kotów — Кристина, подруга Терезы
- 2010 — Если бы у рыб был голос / Gdyby ryby miały głos — Ванда, мать Войтка
- 2011 — Виски с молоком — доктор
- 2011 — Из-за любви / Z miłości — Марта
- 2011 — Посмотри на меня / Popatrz na mnie — мать Наталии
- 2011 — Три сестры Т / Trzy Siostry T — Сабина
- 2013 — Жёсткое свидание / Ostra randka — Тереса, бабушка Малгоси
- 2014 — Волчье солнце (Белоруссия, Украина) (сериал) — Магдалена Тышкевич
- 2015 — В далеком сорок пятом... Встречи на Эльбе (Россия) — фрау Ганиш
- 2015 — Коллекция платьев / Kolekcja sukienek — Луиза
- 2017 — Общий дом / Wspólna kamienica — Эльза
- 2017 — Сын Снежной королевы / Syn Królowej Śniegu — Мария

## Признание
- 1985 — Награда министра культуры и искусства Польши
- 1985 — Серебряный Крест Заслуги